# Vanuatu a 2010. évi nyári ifjúsági olimpiai játékokon
Vanuatu a Szingapúrban megrendezett 2010. évi nyári ifjúsági olimpiai játékok egyik részt vevő nemzete volt. Sportolói 2 sportágban vettek részt:  kosárlabda és labdarúgás.

## Kosárlabda
Lány
| Csapattagok                                                   | Versenyszám     | Csoportkör                                                                                      | Csoportkör | Helyosztók                                                         | Helyezés |
| Csapattagok                                                   | Versenyszám     | A Csoport                                                                                       | Helyezés   | 17.–20. helyért                                                    | Helyezés |
| ------------------------------------------------------------- | --------------- | ----------------------------------------------------------------------------------------------- | ---------- | ------------------------------------------------------------------ | -------- |
| Lavinia Edgell Christina Izono Emily Lango (C) Poline Maliliu | Lány kosárlabda | Kanada (CAN) · 12-27 Elefántcsontpart (CIV) · 19-22 Korea (KOR) · 8-33 Oroszország (RUS) · 5-33 | 5.         | Szingapúr (SIN) · 10-26 Chile (CHI) · 13-17 Thaiföld (THA) · 15-33 | 20.      |

## Labdarúgás
Fiú
| Csapattagok | Versenyszám | Csoportkör                            | Csoportkör | 5. helyért           | Helyezés |
| Csapattagok | Versenyszám | A Csoport                             | Helyezés   | 5. helyért           | Helyezés |
| --- | ----------- | ------------------------------------- | ---------- | -------------------- | -------- |
| Seiloni Iaruel (C) Chanel Obed Raoul Coulon Yoan Ben Jelene Waiwai Andre Kalselik Donald Avock Barry Mansale Santino Mermer Steve Bebe Franco Tawal Sylver Tenene George Mahit Michel Coulon Petch Ham Edwin Bai Jordy Meltecoin Mois Bong | Fiú         | Bolívia (BOL) · 0-2 Haiti (HAI) · 1-2 | 3.         | Zimbabwe (ZIM) · 2-1 | 5.       |

### Eredmények

#### A csoport
| Csapat  | JM | GY | D | V | LG | KG | GK  | PT |
| ------- | -- | -- | - | - | -- | -- | --- | -- |
| Bolívia | 2  | 2  | 0 | 0 | 11 | 0  | +11 | 6  |
| Haiti   | 2  | 1  | 0 | 1 | 2  | 10 | -8  | 3  |
| Vanuatu | 2  | 0  | 0 | 2 | 1  | 4  | -3  | 0  |

| 2010. augusztus 13. 18:00 |

| Vanuatu | 0–2         | Bolívia                                       |
| ------- | ----------- | --------------------------------------------- |
|         | Jegyzőkönyv | Carlos Añez 19' (tizenegyes) Luis Banegas 42' |

| Jalan Besar Stadium, Szingapúr Nézőszám: 2479 Játékvezető: Vad István (magyar) |

| 2010. augusztus 19. 18:00 |

| Haiti                               | 2–1         | Vanuatu       |
| ----------------------------------- | ----------- | ------------- |
| Daniel Gedeon 67' Jean Bonhomme 70' | Jegyzőkönyv | Petch Ham 48' |

| Jalan Besar Stadium, Szingapúr Nézőszám: 1800 Játékvezető: Rainhold Shikongo (namíb) |

#### 5. helyért
| 2010. augusztus 23. 18:00 |

| Vanuatu                | 2–0         | Zimbabwe |
| ---------------------- | ----------- | -------- |
| Andre Kalselik 20' 60' | Jegyzőkönyv |          |

| Jalan Besar Stadium, Szingapúr Nézőszám: 1615 Játékvezető: Walter López (guatemalai) |

## Fordítás
Ez a szócikk részben vagy egészben  a   Vanuatu at the 2010 Summer Youth Olympics című angol Wikipédia-szócikk fordításán alapul.  Az eredeti cikk szerkesztőit annak laptörténete sorolja fel. Ez a jelzés csupán a megfogalmazás eredetét és a szerzői jogokat jelzi, nem szolgál a cikkben szereplő információk forrásmegjelöléseként.